# 亞蔬—世界蔬菜中心
亞蔬—世界蔬菜中心（英語：World Vegetable Center），簡稱亞蔬中心或亞蔬，總部位於台湾臺南市善化區，於1971年5月22日設立，前身為亞洲蔬菜研究發展中心（英語：the Asian Vegetable Research and Development Center），由中華民國、美國、日本、韓國、泰國、菲律賓、南越等七國政府和亞洲開發銀行共同簽約成立，2008年4月14日更名為「亞蔬—世界蔬菜中心」。是世界上居於領導地位的國際性非營利蔬菜研發機構，旨在培育優良蔬菜品種、提升蔬菜產銷技術，以期為開發中國家創造更多收入的機會及提供更健康的膳食。

## 歷史背景
1960至1970年代左右，第二次世界大戰後許多國家發生飢荒問題，亟需大量糧食養活日益增加的全球人口，因此像世界銀行便成立了15個國際農業研發機構，而國際社會亦對人類所需的各種糧食進行研發，包括稻米、玉米和小麥等，以及漁業、畜牧方面等。這類研發機構分別成立在不同的開發中國家，其地點除了靠近饑饉可能發生的地區以外，還會考慮該國能否提供合適的人力資源；同一時期，美國國際開發署亦提出設立蔬菜研究機構的想法，當時中華民國政府隨即響應，由農業先進沈宗瀚（時任農復會主委）、李國鼎及蔣彥士等極力爭取設立在台灣。
亞蔬中心最後選擇將總部設在臺灣的基本考量有：
1. 台灣地跨溫帶、亞熱帶和熱帶，天然環境佳，且接近中國大陸；
2. 台灣的農業科技進步、人才濟濟，設備亦齊全；
3. 台灣的農村人力充沛，政府重視農業政策。

1971年，發起國共同簽訂備忘錄成立「亞洲蔬菜研究發展中心」，1973年硬體設施完成後正式開始運作。原始宗旨在於研發及改良熱帶蔬菜品種，以協助東亞地區國家改善人民的營養結構問題，成立以來貢獻卓著。迄今協助亞、非與中南美等貧瘠國家超過150個，提供各式作物的栽培種子與技術，2000年曾獲亞洲開發銀行評鑑為亞洲當地最具效益的農業研究機構。

## 研究和發展
亞蔬中心的研發工作重點在於開發蔬菜的優良品種、安全蔬菜的栽培法、減低採收後的損失，以及增進蔬菜的營養價值。蔬菜是營養及經濟價值相當高的作物，在聯合國所設下的千禧年發展目標和後繼的永續發展目標中扮演相當重要的角色；以前者為例，尤其是（一）消除極度的飢餓與貧窮、（四）降低幼兒的死亡率及（五）改善孕婦的健康這三項。亞蔬中心所開發的品系可以使用在較為貧窮的國家，成為他們換取現金的重要來源，並且可以幫助窮人解決缺乏微量營養素的問題。
亞蔬中心研發的四個主要蔬菜作物群組以及原生蔬菜，同時也是全球重要的蔬菜，包括：
- 茄科作物：番茄[8][9]、甜椒[10]、番椒、茄子
- 球莖蔥科：洋蔥、青蔥、大蒜[5]
- 十字花科：白菜、高麗菜[11][12]
- 瓜類：小黃瓜、南瓜

亞蔬中心的研究重點包括原生蔬菜，尤其是在亞洲和非洲地區的原生植物。原生植物是指在當地生存已久、融入當地民眾飲食方式之半野生食用植物，原生植物擁有多元、豐富的口感，且通常有很好的抵抗病蟲害能力，許多原生植物都沒有善加利用，尤其在非原產地的區域。亞蔬中心針對原生蔬菜進行營養價值與園藝特性的應用與評估，並積極加強收集原生蔬菜的種原。

## 種原蒐集
亞蔬中心傲視全球的資產即其蒐集全世界最多的蔬菜種原。至今蒐集超過來自一百五十五個國家、四百三十種類、五萬七千品種的蔬菜種原，是全球知名的蔬菜研發重鎮，在國際間享有極高的聲譽。2008年開始亞蔬中心參與「斯費巴全球種子庫」計畫，將收藏的蔬菜種子備份存放於位於挪威北極圈內的「斯費巴全球種子庫」。
亞蔬中心亦設立一套「蔬菜基因資源資訊系統」（AVGRIS，the AVRDC Vegetable Genetic Resources Information System），透過這套系統可以取得亞蔬中心種子收藏和管理的相關資料，從註冊、特性、評估、種子清單和種子配送等。

## 氣候變遷
亞蔬—世界蔬菜中心成立之初，就以幫助熱帶貧窮國家為主，多年來陸續推出很多適應當地環境的蔬菜，這些作物較能夠承受高溫氣候，恰與對抗氣候變遷及全球暖化的研究方向吻合。在極端氣候效應下，產地條件的變數也很大，除了耐熱，面對旱、澇等環境，及過於乾燥或潮濕所帶來的病蟲害，都是作物品種改良研究的重點。目前亞蔬—世界蔬菜中心針對環境議題，培育作物新品種的研究方向，以耐熱、抗旱為首要，這也是因應地球平均溫度逐漸升高的正確研究方向。
國際自然災害頻傳，造成災民嚴重糧食短缺營養不良，亞蔬中心提出透過提高的蔬菜產銷技術，可以促進開發中國家貧窮人口的健康，並提升收入改善生活。此外由於自然災害頻仍，亞蔬中心近幾年來也積極投入「救災種子」計畫，讓災民獲得所需營養和現金作物，協助災民在自然災害發生後迅速復耕與重建。目前經由「救災種子」協助的範圍包括遭受南亞海嘯、莫拉克風災和海地震災等所侵襲的區域。

## 中心據點
總部： 中華民國臺南市善化區
- 東南亞與大洋洲： 泰國曼谷
- 中亞與南亞： 印度海德拉巴
- 東非與南非： 坦桑尼亚阿魯沙
- 西非與中非： 巴馬科、 科托努

## 相關
- 蔬果蔬菜收获后损失（英语：Post-harvest losses (vegetables)）

## 外部連結
- 亞蔬—世界蔬菜中心 （页面存档备份，存于）的官方網站（英文）
- 亞蔬—世界蔬菜中心的Facebook專頁
- 亞蔬—世界蔬菜中心的X（前Twitter）
- 亞蔬—世界蔬菜中心 （页面存档备份，存于）的Youtube官方頻道
- The World Vegetable Center Library, http://203.64.245.61/ （页面存档备份，存于）
- The AVRDC Vegetable Genetic Resources Information System (AVGRIS),  https://web.archive.org/web/20101109050617/http://203.64.245.173/avgris/
- Consultative Group on International Agricultural Research (CGIAR), http://www.cgiar.org/（页面存档备份，存于）
- Global Horticulture Initiative (GlobalHort), http://www.globalhort.org（页面存档备份，存于）
- The System-wide Information Network for Genetic Resources (SINGER), https://web.archive.org/web/20130311140132/http://www.singer.cgiar.org/
- Millennium Development Goals in United Nations Development Programme, http://www.undp.org/mdg/ （页面存档备份，存于）